# Pistolet AMT AutoMag II
AutoMag II – amerykański pistolet samopowtarzalny.
AutoMag II został skonstruowany przez Harry'ego Sanforda i Larry'ego Grossmana w 1985 roku. Od 1987 roku pistolet był produkowany przez firmę Arcadia Machine & Tool Inc. (AMT). W 1989 roku została ona przejęta przez firmę Irwindale Arms Inc. (IAI). Nowy właściciel kontynuował produkcję pistoletu AutoMag II pod starą marką AMT. Po bankructwie IAI Właścicielem praw do produkcji AutoMaga II i marki AMT została firma Galena Industries Inc która także po kilku latach zbankrutowała. Od 2004 roku prawa do marki AMT i produkcji pistoletów AutoMag należą do firmy High Standard Corporation.

## Opis
AMT AutoMag II był bronią samopowtarzalną. Zasada działania oparta na odrzucie zamka półswobodnego. Opóźnienie otwarcia zamka zapewnia ciśnienie gazów prochowych działających na łuskę i wyciąg.
Mechanizm spustowy bez samonapinania z kurkowym  mechanizmem uderzeniowym. Skrzydełko bezpiecznika znajdowało się na zamku.
AutoMag II był zasilany z wymiennego, jednorzędowego magazynka pudełkowego o pojemności 9 (wersje Standard i Modified) lub 7 naboi (Compact), umieszczonego w chwycie. Zatrzask magazynka u dołu chwytu pistoletowego.
Lufa gwintowana.
Przyrządy celownicze regulowane (muszka i szczerbinka).